# ماماعصمت
تاج‌النساء ماماعصمت اِسپَستی از زنان صوفی سدهٔ نهم و از شاعران ایرانی بوده است که به زبان آذری، زبان بومی آذربایجان شعر می‌سروده است.
تاج‌النساء از خاندان بابافقیه احمد اسپستی اسد بوده است. بابافقیه هم‌عصر حکومت قراقویونلوها در ایران بوده.
اسپست دهی است میان سردرود و خسروشاه در آذربایجان.

## نمونهٔ اشعار به زبان آذری
ماما عصمت اسپستی وقتی از دست برزگرش خشمگین شد، به همان زبان فریاد زد: «چکستانی، مپسندیم؟» برزگر افتاد و مُرد. این جملهٔ آذری با تلفظ «چُکِستانی، مَپسندیم؟» به این معنی است که: «ای بهشتی، مرا نمی‌پسندی؟» چُک در زبان آذری به معنی خوب و همریشه با چاک کُردی (به معنی خوب) و چاق فارسی است. چکستان بهشت و چکستانی، بهشتی معنی می‌دهد.
ماماعصمت سپس برای تعزیت به خانه او رفت و این دوبیتی را برای او سرود:
*هنو مستی هنو مستی هنو مست
- هنو وَش باده‌ای بو آبی از دست
- من به‌مستی خطائی بامِر از دست
- زُوان-تاوان، دهانِ بی‌زُوان بَست

معنی:
- هنوز مستی هنوز مستی هنوز مست
- هنوزش باده‌ای بود (و) شد از دست
- من (را) به‌مستی خطائی بیامد از دست
- تاوان زبان، دهان (آن) بی‌زبان (را) بست